# Distretto elettorale 25 del Tirolo
Il Distretto elettorale Tirolo 25 era un collegio elettorale per le elezioni alla Camera dei deputati austriaca nel Tirolo. Il distretto elettorale è stato creato nel 1907 con l'introduzione della nuova legge elettorale del Reichsrat ed è esistito fino al crollo della monarchia asburgica.
Era popolato da 38.885 persone, fra cui erano 8.997 i maschi maggiorenni aventi diritto al voto.

## Storia
Dopo che il Reichsrat decise nell'autunno del 1906 il diritto di voto generale, uguale, segreto e diretto, la grande riforma della legge elettorale divenne effettiva il 26 gennaio 1907 sanzionata dall’imperatore Francesco Giuseppe. Con il nuovo regolamento elettorale del Reichsrat, sono stati creati in totale 516 collegi elettorali, uninominali ad eccezione della Galizia. Il parlamentare deve prevalere nel primo scrutinio o nelle elezioni di ballottaggio a maggioranza assoluta.
Alle elezioni austriache del 1907 fu Enrico Conci del Partito Popolare Trentino che emerse vittorioso. Ha ricevuto l’86 percento dei voti al primo scrutinio, seguito dal candidato del Partito Socialdemocratico Italiano con il 10 percento. Simili esiti si ebbero nelle elezioni austriache del 1911.

## Territorio
Il collegio uninominale comprendeva i distretti giudiziari di Mezzolombardo, Lavis e Cembra.

## Dati elettorali

### XXI legislatura
| Partito                            | Partito                            | Candidato                          | Risultati 14 maggio 1907 | Risultati 14 maggio 1907 |
| Partito                            | Partito                            | Candidato                          | Voti                     | %                        |
| ---------------------------------- | ---------------------------------- | ---------------------------------- | ------------------------ | ------------------------ |
|                                    | Popolare trentino                  | Enrico Conci                       | 5 571                    | 86,55                    |
|                                    | Socialdemocratico                  | Geremia Olivieri                   | 502                      | 7,80                     |
|                                    | Nazionale-liberale                 | Pasolli                            | 357                      | 5,55                     |
|                                    | Altri                              | -                                  | 7                        | 0,11                     |
|                                    |                                    |                                    |                          |                          |
| Iscritti                           | Iscritti                           | Iscritti                           | 8 656                    | 100,00                   |
| ↳ Votanti (% su iscritti)          | ↳ Votanti (% su iscritti)          | ↳ Votanti (% su iscritti)          | 6 507                    | 75,17                    |
| ↳ Voti validi (% su votanti)       | ↳ Voti validi (% su votanti)       | ↳ Voti validi (% su votanti)       | 6 437                    | 98,92                    |
| ↳ Schede non valide (% su votanti) | ↳ Schede non valide (% su votanti) | ↳ Schede non valide (% su votanti) | 70                       | 1,08                     |
| ↳ Astenuti (% su iscritti)         | ↳ Astenuti (% su iscritti)         | ↳ Astenuti (% su iscritti)         | 2 149                    | 24,83                    |

### XXII legislatura
| Partito                            | Partito                            | Candidato                          | Risultati 13 giugno 1911 | Risultati 13 giugno 1911 |
| Partito                            | Partito                            | Candidato                          | Voti                     | %                        |
| ---------------------------------- | ---------------------------------- | ---------------------------------- | ------------------------ | ------------------------ |
|                                    | Popolare trentino                  | Enrico Conci                       | 4 648                    | 90,31                    |
|                                    | Socialdemocratico                  | Antonio Piscel                     | 468                      | 9,09                     |
|                                    | Altri                              | -                                  | 31                       | 0,60                     |
|                                    |                                    |                                    |                          |                          |
| Iscritti                           | Iscritti                           | Iscritti                           | 8 997                    | 100,00                   |
| ↳ Votanti (% su iscritti)          | ↳ Votanti (% su iscritti)          | ↳ Votanti (% su iscritti)          | 5 232                    | 58,15                    |
| ↳ Voti validi (% su votanti)       | ↳ Voti validi (% su votanti)       | ↳ Voti validi (% su votanti)       | 5 147                    | 98,38                    |
| ↳ Schede non valide (% su votanti) | ↳ Schede non valide (% su votanti) | ↳ Schede non valide (% su votanti) | 85                       | 1,62                     |
| ↳ Astenuti (% su iscritti)         | ↳ Astenuti (% su iscritti)         | ↳ Astenuti (% su iscritti)         | 3 765                    | 41,85                    |